# アシッド・ハウス
アシッド・ハウス（Acid house）とは、アナログシンセサイザーの変調効果を多用したエレクトロニック・ミュージックやリミックス手法を指す。ハウス・ミュージックは、1987年頃からシカゴやロンドンで同時多発的に始まった、電子音楽、ファッション、クラブ・カルチャーの一翼を担った。
このジャンルのルーツは、1987年、シカゴでDJ Pierreが『Acid Trax』を製作した時、古いアナログシンセサイザー「ローランド・TB-303」のツマミをランダムに動かすことによって偶然生み出されたサウンドが、あたかもアシッドすなわちLSDの幻覚作用を思わせる幻想的なサウンドであったために、この名前がついたといわれている。Phutureの曲「アシッド・トラックス」がリリースされる前に、この曲をクラブDJロン・ハーディーが、サイケデリク・ドラックが使用されているようなクラブでプレイしている。必ずしもアシッド・サウンド＝TB-303を使用した楽曲だけに留まらず（狭義ではそれを「アシッド・ハウス」と呼ぶが）、アナログシンセのフィルターやミキサーのEQなどを用いて、音色変化のスウィープ感を強調した音楽全般へと拡大を見せた。ダフト・パンクの登場以降にシーンで流行した、フィルターハウスと呼ばれるジャンルなどがその代表である。
このムーヴメントはやがて、スペインのイビサ島や、ゴア、ロンドンにおけるクラブ・シーンを経て、1980年代後半から1990年代初頭の、セカンド・サマー・オブ・ラブからはじまるレイヴ・カルチャーへと発展していった。1993年ごろには、クラブ・シーンでアシッドハウス・リバイバルが起こった。21世紀には、アシッドハウス・リバイバルのリバイバルといった現象まで起こった。

## 主要アーティスト
- KLF
- 808ステイト
- D-MOB
- ア・ガイ・コールド・ジェラルド
- アダムスキー
- サイキックTV
- シーファックス
- ハードフロア
- フューチャー（Phuture）
- リル・ルイス
- ルーク・ヴァイバート

## 参考図書
・『シカゴ・ハウス大全　－HOUSE MUSICからJUKE/FOOTWORKまで』監修　西村公輝・編集　猪股恭哉（DU BOOKS、2025年）